# Julien Fournié
Julien Fournié (ur. 19 kwietnia 1975) – francuski projektant mody. Tworzy dla domu mody haute couture. Siedziba domu mody mieści się w Paryżu.

## Życiorys

### Doświadczenie zawodowe
W 2000 Fournié ukończył paryską szkołę projektowania mody Ecole de la Chambre Syndicale de la Couture Parisienne. Jednocześnie został wyróżniony nagrodą Moët et Chandon za najlepsze akcesoria w ramach Paris Fashion Awards. 
Fournié odbył staże w domach mody Nina Ricci, Christiana Diora i  Givenchy.
Pracował w domu mody Jeana Paula Gaultiera asystując projektantowi przy tworzeniu kolekcji haute couture. Następnie dołączył do firmy Claude Montana, gdzie zajmował się akcesoriami.
W 2003 został zatrudniony przez dom mody Torrente, gdzie szybko zajął stanowisko dyrektora artystycznego. Projektował kolekcje prèt-à-porter i haute couture. Po decyzji o zamknięciu linii haute couture Julien Fournié pracował z wieloma markami w Azji i Europie. 
W 2008 podjął decyzję o otwarciu domu mody pod własnym nazwiskiem.

### Dom mody Julien Fournié
W lipcu 2009 Julien Fournié pokazał swoją pierwszą kolekcję Premières pièces. Od tego roku każda jego kolekcja zawiera w tytule słowa: Pierwszy, pierwsza lub pierwsze.
W styczniu 2011 jego pokaz pojawił się w oficjalnym kalendarzu pokazów haute couture. W tym samym roku Fournié rozpoczął współpracę z firmą Dassault Systèmes i stworzył Fashion Lab, łącząc świat mody z najnowszymi technologiami, stworzonymi do projektowania. To połączenie technologii z tradycjami krawieckimi stało się znakiem rozpoznawczym marki Juliena Fournié.
W 2016 izba mody przegłosowała przyjęcie domu mody Fournié do grona pełnoprawnych członków haute couture.